# Magical Charming!
『Magical Charming!』（まじかる ちゃ〜みんぐ！）は、2013年5月31日にLump of Sugarから発売された18禁恋愛アドベンチャーゲーム。Lump of Sugarの第10作目。
製品版と体験版でストーリーが異なっており、いわゆる二重にストーリーが楽しめる構成として、公式サイトでは「製品版とは異なる、体験版だけのシナリオ構成」という宣伝文句が書かれている。しかし、実際のストーリーには繋がりがあり、特に製品版でのTRUEルートにおいて体験版のストーリーが密接に絡んでいる。

## あらすじ
夏休みを有意義に過ごせず落ち込んでいた律は、ある朝目覚めると、時間が夏休みの前日に戻っており、見知らぬ部屋で謎の少女に捕まっていた。オリエッタと名乗る少女は律のせいで日常を狂わされたと彼に文句を言った。心当たりがなく戸惑う律だったが、原因を調査すべく、彼女の要求もあって、魔法少女たちのための専門学校「ウィズレー魔法学院」に入学することになった。

## 登場人物
夏本 律（なつもと りつ）
本作の主人公。ノービスメイジ所属。本来、女性のみが扱うことができるとされる魔法を行使することができる。このため、男の魔法使いというイレギュラーとしてウィズレー魔法学院に入学することとなった。
彼女がほしいと公言しているが、単に彼女が出来ればいいというわけではなく、自身が提唱する恋愛観「段取りズム」というものに従って彼女を作りたいと思っている。
このため、女の子と仲良くなる段取りを特に重視しており、段取りを無視して女の子と仲良くなることに抵抗を覚えることがある他、合コンのことを「悪魔の宴」と称したりする。
ただしクロノカードの組み合わせ次第では自らその段取りを無視させることも可能である（秋音の妊娠END、学院の支配者ENDなど）。
彼がクロノカードを使えるのはオリエッタの使い魔だからであるが、TRUEルートもしくは体験版以外でその事実が明かされることはない。
作中では男の魔法使いというイレギュラーとして語られるが、実際に彼自身が持つ魔力は微量であり、クロノカードを通してでしか魔法を使うことができない。
その代わり、クロノカードを通して魔法を行使することで魔法制御を十分な精度で保つことができる（制御が難しいとされる輪廻天星、絶対王言、神魔討撃を安全に使うなど）。
幼少の頃から強大な魔力を持った者（秋音、諷歌、姫百合）と何らかの形で関わりがあり、こうした者たちの「思い」を受け止めた結果として、魔力を微量ながら持つに至ったのではないかとイスタリカは分析している。
一部のルートでは魔力が減衰しているにもかかわらずイスタリカを認識している描写が見られるが、詳細は不明である。また、作中で強い魔法抵抗を持っている描写が見受けられるが、こちらの詳細も不明。
なお、彼が所持していたクロノカードは製品版では本物だが、体験版では複製品（レプリカ）である。
ループ前において、「事故」が起こる直前にイスタリカより本物のクロノカードを譲り受けており、製品版でのストーリーで彼が本物のクロノカードを持っていたのはこのためである。なお、レプリカについては本物を譲り受けたときに返却したため、製品版の時点で所持していない。

### ヒロイン
オリエッタ・クロノ・イスタリカ・ジナスティール（Orietta Chrono Istarica Ginasteele）
（出典：）
声 - 愛理サクラ
幻創庭国イスタリカのお姫様。本来は魔法の専門家だが、卒業してもイスタリカの姫という立場上から他に行く宛てもないという理由から、学院に所属している。また、男の魔法使いというイレギュラーな存在である律を監視する立場から、一番下のクラスであるノービスメイジに通っている。
喜怒哀楽が激しく、わがままで子供っぽいところを指摘されても無視する一方、妙に憎めないところがある。また、胸が小さいことを気にしており、日常的に豆乳を摂取している。律の気を引こうとした際には、ネット掲示板で得た情報を鵜呑みにして、豊胸成分が含まれるというキャベツを次々と平らげた。
オリエッタの固有魔法として、イスタリカ史上最高位の魔法のひとつと言われている「輪廻天星（Alternate Revolve）」が存在する。これは、あらゆる事象の時間を遡及し空間を移動させ、過ぎ去った時間を元に戻すことができる魔法である。
葉山 秋音（はやま ときね）
（出典：）
声 - 桃山いおん
律の幼なじみで、男装することにより律と同じ男の魔法使いとして学院に転入してきた。性格は温厚かつ聡明で、周囲の空気を読むのが得意である。大人しく遠慮がちだが、内には情熱的な面も持っていて、静かに感情を燃やすタイプの人間である。律とは同性の友達感覚で接しており、うっかり異性であることを忘れてしまうこともある。読書が趣味であり、よく図書館で本を読んでいる。また、努力家な一面も持ちあわせている。律とキャッチボールをするためにひたすら練習し、律が驚くほどの剛速球を繰り出したり、過去に律と遊んだ格闘ゲームでもひたすら練習を積み、律がまったく歯が立たないほどのテクニックを披露した。
クラスは一番下のノービスメイジに所属しているが、実は無意識の内に秋音の固有魔法である「絶対王言（Imperial Order）」を行使していた。この魔法は、言葉に出さなくても自分の望む認識を他者に与え、どんな命令でも従わせてしまう魔法であり、魔法のエキスパートであるオリエッタをもってしても魔法の力に気が付けなかった。秋音はこの魔法の力により、周囲の人間に対して自身を男として認識させていた。また、秋音の本当の性別を知った場合は、自動で魔法が解除される。
夏本 諷歌（なつもと ふうか）
（出典：）
声 - 遥そら
律の妹であり、小さい頃から学院に通っている。真面目な性格であり、なんでもそつなくこなす秀才であるため、先生や他の生徒からの信頼も厚い。大人ぶっているところがあり、その点を指摘されたり子供扱いをすると、ムクれたり子供っぽいところを見せて顔を赤くするが、その後何事もなかったと言い張ったりする。もっとも孤独な時期に兄と別れた反動から、再会した兄に対して反抗的な態度をとっていたものの、心の底では律のことを非常に好いており、もっと甘えたいと思っている。小さな体と比べ、非常に大きいバストの持ち主だが、本人はそれをコンプレックスに感じている。趣味は漫画制作。
オリエッタとは一見喧嘩ばかりして険悪な仲に思えるが、心の内では通じあっている。姫百合のルームメートでもあり、憧れの先輩として尊敬している。
精霊学に関する魔法のエキスパートであり、諷歌の固有魔法である「天降霊祈（Anima Invoke）」の影響で、アルパカさんや精霊達と心を通わせたり、精霊を召喚し頼みごとを聞いてもらうことができる。
白神 姫百合（しらかの ひめゆり）
（出典：）
声 - 夏峰いろは
学院の生徒会長であり、諷歌のルームメート。中性的な雰囲気を持つ凛々しい美人であり、女子生徒からの人気が高い。一方、姫百合本人はそう見られるのにコンプレックスを感じており、もっと女らしくありたいと考えている。将来はお嫁さんになって、殿方と添い遂げたいとも思っている。努力家であり、勉強や運動を怠らない真面目で聡明な性格をしているが、ファーストフード店でハンバーガーを食べる際は、周囲からのイメージを守るためにサングラスで変装して食べている。
姫百合の固有魔法である「神魔討撃（Phase Acceleration）」は、あらゆる物質の相転移を加速させ、エネルギーを無限に生み出す魔法であり、攻撃として放つことで絶大な破壊力を発揮できる。幼いころの姫百合がこの魔法を使用した時は、エネルギーを制御しきれずに暴走させてしまった。姫百合はこの事件を気に病み、厳しい鍛錬の末エネルギーを制御できるようになるまで、この魔法の使用を封印していた。
また、自身の使い魔として植物のオブジェであるシェリーを使役している。体をくねらせ愛嬌のある姿で、癒やしを提供する。

### サブキャラクター
ジャネット/田中 夢子（たなか ゆめこ）
（出典：）
声 - なかせひな
学院の恋愛学科講師であり、魔法と恋愛感情の関係性について研究している。恋愛学のエキスパートを自称し、生徒たちに恋愛についてアドバイスするが、自身の恋愛についてはうまくいっていない。自身のブログである『ドリームJの恋愛バイブル』では、かなりイタい内容の恋愛に関するポエムや格言をひっそりと連載している。
過去作品である『学☆王』にも同姓同名で登場しているが、関連性は不明。
シャロン・デュカス（Sharon Dukas）
（出典：）
声 - 小鳥居夕花
オリエッタの世話係兼、学院のメイド。学院施設の管理業務を一手に引き受け、掃除・洗濯も完璧にこなし、料理も得意なメイドのエキスパートである一方、精霊学の講師としても才能を発揮する非常に優秀な人物である。だが、頭につけたネコミミや、「～でげす」「～でやんす」といった舎弟・子分じみた語尾、不安定な一人称によって、学院内ではおバカなキャラとして扱われている。主人であるオリエッタに関しては、からかいつつも温かく見守っている。また、100mを7秒という猫並みの速度で走ることができる。
その正体はイスタリカの使い魔の一人で、黒猫である。イスタリカに初めて出会ったときにケガ（骨折）を治してもらったことがあり、本人はそのことを「忘れられない出来事」として恩義に感じ、イスタリカのことを敬い尊敬している。イスタリカとは最初に使い魔契約を行っており、これにより人型の姿と高度な自我を得るに至った。また、メアリーとランドルフとの使い魔契約を提案したのも彼女である。
メアリー・デルフィニウム（Mary Delphinium）
（出典：）
声 - 上原あおい
魔法学院の講師で、物質学を教えている。講師としては優秀であるが、性格はずぼらで生活習慣が悪くギャンブル好きであり、パチンコ・競馬・麻雀などに給料をつぎ込んでは負けて帰り、ジャネットや生徒に金銭を無心している。そのため、シャロンから「負けっぱなしギャンブラー」と呼ばれることもある。下ネタ大好きなスケベ親父的な側面もあり、男女構わずセクハラをかましている。また、ずぼらな性格に似合わず温室の管理を任されており、植物の世話を欠かさずにしている。
その正体はイスタリカの使い魔の一人で、デルフィニウムという花である。イスタリカとの使い魔契約によって人型の姿と自我を得た。
ランドルフ・ヘイワード（Randolph Heyward）
（出典：）
声 - 黒井勇
学院の図書館司書兼時空学講師。図書館に常駐しており、豊富な知識を持つ。その正体は古い魔導書であり、利便性の観点から人の姿をしているが、男の見た目を選んだのはただの趣味である。同性愛者であり、律のことはタイプではないとしつつも、貴重な男の魔法使いとして友好的に接してくる。
主人であるイスタリカに対して個人的な感情は抱いていないものの、「客観的に見て素晴らしい御仁」と表現している。
イスタリカ（Istarica）
（出典：）
声 - 不明
オリエッタの妹で幻創庭国イスタリカの創設者にして、メアリー・シャロン・ランドルフからなる3人の使い魔（ファミリア）の主人である。病弱で引っ込み思案な性格で、いつもオリエッタに守ってもらっていたが、魔法の力を手に入れ幻創庭国イスタリカを建国したことにより、為政者としての自覚を通して、慈愛に満ちた立派な女性に成長した。オリエッタと同様に魔法のエキスパートである。作中では既に魔力が衰退しているようであるが、元々は膨大な魔力を持っていたようである。
夢想灯火という記憶を操作する魔法の使い手。オリエッタの時間遡行魔法「輪廻天星」によって生じた時間遡行がもたらす記憶の混乱やループ前における「事故」を未然に回避することを目的として、幻創庭国イスタリカに住まう人々の記憶を操作していた。
温室には「イスタリカ像」と呼ばれる石像が置かれているが、これはイスタリカ本人であり、世界がループするようになって以来、イスタリカが石像と化し永い眠りについた姿である。自らを犠牲にすることで幻創庭国イスタリカに存在する「泉」を維持していたが、トゥルールートでは救出され、再び姉妹で仲良く普通の人間として生活することとなった。
アルパカさん
（出典：）読む
『学☆王』にも登場したマスコット。同一個体かどうかは不明。迷子になっていたところを諷歌に保護され、面倒を見るようになった。

## 舞台
幻創庭国イスタリカ
魔法によって作られた世界で、世界最古の魔法使いの名が世界の名前の由来である。オリエッタはここをマホーツ界と呼んでいる。
一般の人間には出入りが不可能、というよりも認識することすら不可能であり、魔法使いでも専用の飛行艇で移動する必要がある。
魔力をもった者にしか世界を認識することができない。それゆえ魔力の消失は認識の消失と直結しており、認識の消失が原因で海に落下する危険があるので魔力が完全に消失する前の段階をもって卒業とする。
幻創庭国イスタリカの中枢に存在する泉によってその機構が維持されており、また泉は魔力を満たすことで維持することができる。必要な魔力はイスタリカの魔力や学園生から抽出されている。
その泉自体にも意思があり、枯れ始めると周りにいる魔法使いの「歴史」を食べる性質がある。そのため、食べられた魔法使いは存在が消滅してしまう。
TRUEルートでは最終的に崩壊し、魔法も同時に消滅した。
ウィズレー魔法学院
人間界では名門女子校「真東女子学園」として知られているが、マホーツ界における正式な名称が「ウィズレー魔法学院」である。実際は普通科とは別に魔法科という学科があり、作中に登場するのも魔法科である。
魔法科は魔法の習熟度によってクラス分けがされており、幼少期に入学した者もいる。作中では入門クラスである「ノービスメイジ」と、最上級クラスである「ミスティック」が登場する。
ノービスメイジから昇級しないまま卒業を迎える生徒が大多数であるとされ、必ずしも入学したものがミスティックに上がれるとは限らない。
クラスの昇級は修学年数ではなく、魔法学の習熟度によって分けられる。そのため、諷歌のように年齢の低いものでもミスティックに上がるケースが見受けられる。
魔力が衰退するまで保護するか、あるいは魔法が暴走しないように魔法制御を身に付けることを目的とした学院である。そのため、魔力が衰退して魔法を行使することができなくなった時点をもって卒業としている。
どのクラスでも共通して授業の内容は難しく厳しいようである。しかし、その分進路は保証されていると言われている。

## 用語
クロノカード
律が所持している魔法のカードである。時空干渉による影響を受けないという特殊な性質をもっている。
クロノカードは使い魔が操ることの出来る魔道具という位置づけとなっている。そのため、使い魔でない者がクロノカードを使用することはできない。
基本的には使い魔（律）が見聞きして経験した事象（行動や場所、魔法や記憶など）が自動で書き込まれて増えていく仕組みになっている。
ただし、作中で登場する「クロニクル＝ゼロ」というカードのように、必ずしも経験した事象によって作られるとは限らない。
集めたクロノカードの数がゲームの攻略に直結しており、特定のカードが無いと特定のカードが手に入らなかったり、TRUEルートを最後まで進めることが出来ないことがある。
TRUEルートでは「クロノカード」と唱えるとボロボロのクロノカードが出てくるが詳細は不明。
TRUEルートのエンディングでは最終的に世界中から魔法が失われたため、それに伴いクロノカードも共に消滅した。
魔法の等級
カードのレア度と魔力には関係があり、普通(C)を1とすると希少(R)が3、超希少(SR)が5となる。
カテゴリーにも関係があり、物体が1、場所が2、動きは3、記憶は6となる。
そして、カードが持つ魔力はレア度×カテゴリーによって求めることができる。例：SRでかつ記憶に関するカードなら、魔力は5×6＝30。
TRUEルートを攻略するときに必要となる知識である。
ヘブル語
実際に存在する言語（ヘブライ文字）であるが、ゲーム中では数字としてのみ登場する。
１＝アレフ、2＝ベート、3＝ギーメル、4＝ダレット、5＝ヘー、6＝ヴァヴ、7＝ザイン、8＝ヘット、9＝テット、10＝ヨッド 、20＝カフ、30＝ラメドとなっている。これより上の読み方もあるが、40以上は作中で言及されることはない。
例：ラメド・アレフなら31、カフ・ザインなら27
前述の「魔法の等級」と共に、TRUEルートを攻略するときに必要となる知識である。
4大属性
火、水、土、風を指すが、作中では専ら四精霊を対象にして語られることが多く、サラマンダーが火、ウンディーネが水、シルフが風、ノームが土の属性を持っている。
それぞれの属性は、火＜水＜風＜土＜火…の4すくみの関係を持っている。
特定の属性に対し、それに打ち勝つ属性で魔法を行使すれば効果が上書きされる（一例として、火属性の魔法に対し水属性の魔法を行使すれば火属性の魔法は上書きされて効果が消滅する）。一方、同じ属性同士で魔法を行使しあった場合では、効果は相殺されずに相打ちとなってしまう。
前述の2項目と共に、TRUEルートを攻略するときに必要となる知識である。
スーパーときねちゃん人形
オリエッタが片手間で作ったもので、TRUEルートのクロニクル＝ゼロで記憶を見た後にオリエッタから渡される。一度限りで使用可能だが、使わなくてもゲーム進行可能。

## 主題歌
オープニングテーマ「Graceful Anomaly」
歌 - ave;new feat.佐倉紗織 / 作詞 - 佐倉紗織 / 作曲・編曲 - a.k.a.dRESS
エンディングテーマ「Sugar Ripple」
歌 - avenew feat.佐倉紗織 / 作詞 - 佐倉紗織 / 作曲・編曲 - a.k.a.dRESS
スペシャルエンディングテーマ「無慈悲なレクイエム ～I'm engulfed in sorrow～」
歌 - UMA / 作詞 - なかせひな / 作曲・編曲 - 椎名俊界(Angel Note)

## 反響

### 売り上げ
Getchu.comの月間セールスランキングで4位、上半期セールスランキングで17位、年間セールスランキングで28位を獲得した。